# 최원용 (배우)
최원용(1985년 3월 18일 ~ )은 대한민국의 배우이다.

## 출연작

### 영화
- 《잘못없는 사람들》 (2024년) - 교수 역
- 《서바이벌 택틱스》 (2024년) - 이우호 역
- 《물비늘》 (2023년) - 진섭 역
- 《미끄러진 남자》 (2023년) - 기돈 역
- 《락커룸》 (2023년) - 감독 역
- 《열아홉》 (2021년) - 소정외삼촌 역
- 《정말 먼 곳》 (2021년) - 의사 역
- 《젖꼭지》 (2019년) - 형진 역
- 《한강에게》 (2019년) - 출판편집자 역
- 《국가부도의 날》 (2018년) - 질문하는 금융 트레이더 역
- 《시인의 말실수》 (2017년) - 영신선배 역
- 《아무것도》 (2017년) - 성태 역
- 《경멸》 (2017년) - 코치 역
- 《마이 케미컬 러브》 (2017년) - 오디션장 역
- 《밸리투나잇》 (2015년) - 정우 역
- 《고등어》 (2014년) - 윤우 역
- 《망원경과 텔레파시》 (2012년) - 원용 역
- 《꽃은 시드는게 아니라...》 (2012년) - 한성 역
- 《인비저블 걸》 (2011년) - 형범 역

### 드라마
- 《유괴의 날》 (2023년, ENA)
- 《듀얼》 (2017년, OCN)
- 《THE K2》 (2015년, tvN)
- 《38사기동대》 (2016년, OCN)
- 《욱씨남정기》 (2016년, JTBC)
- 《아이가 다섯》 (2016년, KBS2)
- 《식샤를 합시다 2》 (2015년, tvN)
- 《넝쿨째 굴러온 당신》 (2012년, KBS2)
- 《막돼먹은 영애씨 8》 (2010년, tvN)

### 뮤직비디오
- 조권 - I`m Da One